# Voleibol nos Jogos Olímpicos de Verão de 2008 - Masculino

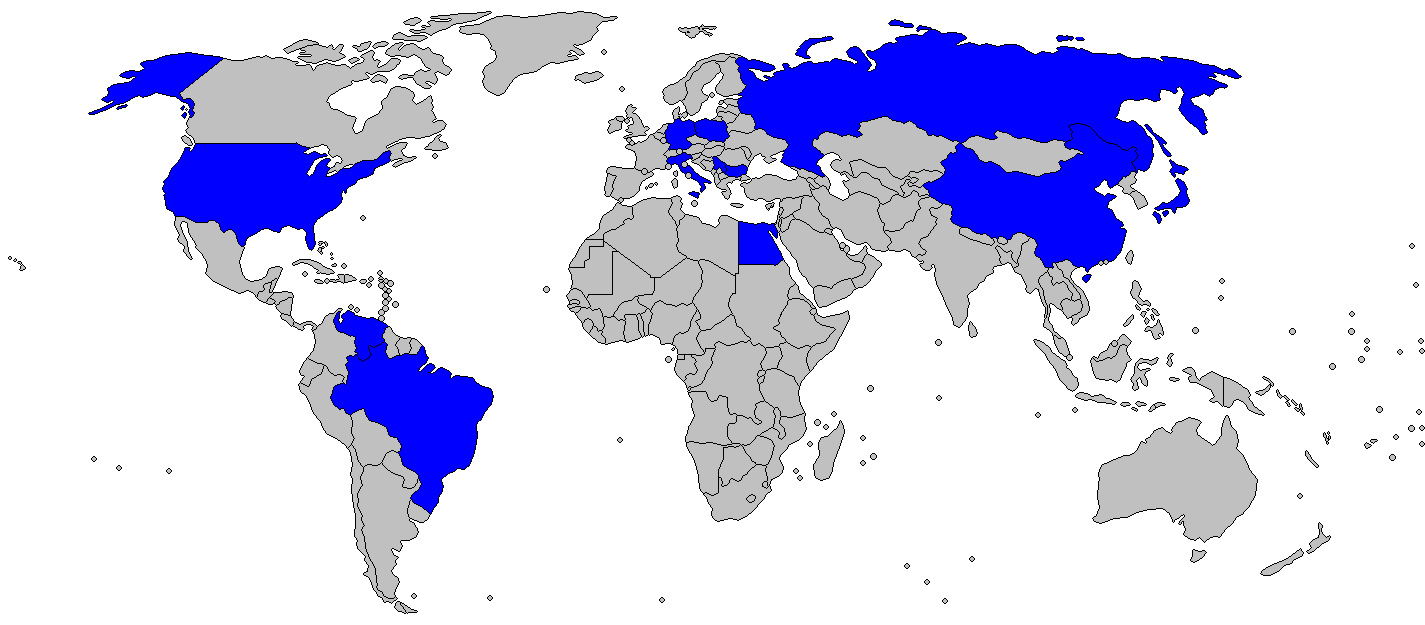
Selecções participantes

O torneio de voleibol nos Jogos Olímpicos de Verão de 2008 em quadra masculino realizou-se no Ginásio Indoor da Capital e Ginásio do Instituto de Tecnologia de Pequim entre 10 de Agosto a 24 de Agosto de 2008.
As doze equipes concorrentes foram divididas igualmente em dois grupos de seis equipes. Cada equipe jogou com todos as outras equipes do grupo. Cada vitória valia 2 pontos, e uma derrota 1 ponto. As quatro melhores seleções de cada grupo passaram aos quartos finais.

## Qualificação
A China qualificou-se automaticamente como sede de acolhimento. Brasil, Rússia e Bulgária qualificaram-se por terem terminado no top-três da Copa do Mundo de Voleibol Masculino 2007, enquanto Sérvia (Europa), Estados Unidos (NORCECA), Venezuela (América do Sul) e Egipto (África) venceram os torneios continentais. Alemanha, Itália, Japão e Polónia apuraram-se das três fases dos Torneios Olímpicos de Qualificação, realizados em Düsseldorf, na Alemanha (entre 23 e 25 de Maio), Tóquio, no Japão (entre 31 de Maio e 8 de Junho) e de Espinho, em Portugal (entre 30 de Maio e 1 de Junho).

## Horário
Horário de Pequim (UTC+8)
| Data                          | Hora        | Etapa            |
| ----------------------------- | ----------- | ---------------- |
| Domingo, 10 de agosto de 2008 | 10:00-22:00 | Qualificação     |
| Terça, 12 de agosto de 2008   | 10:00-22:45 | Qualificação     |
| Quinta, 14 de agosto de 2008  | 10:00-22:00 | Qualificação     |
| Sábado, 16 de agosto de 2008  | 10:00-22:00 | Qualificação     |
| Segunda, 18 de agosto de 2008 | 10:00-22:00 | Qualificação     |
| Quarta, 20 de agosto de 2008  | 10:00-22:00 | Quartas-de-final |
| Sexta, 22 de agosto de 2008   | 12:30-20:00 | Semifinal        |
| Domingo, 24 de agosto de 2008 | 10:00-12:00 | Final            |

## Medalhistas
|  | USA Estados Unidos |  | BRA Brasil |  | RUS Rússia |
|  | Lloy Ball Sean Rooney David Lee Rich Lambourne William Priddy Ryan Millar Riley Salmon Clay Stanley Kevin Hansen Gabriel Gardner Scott Touzinsky Thomas Hoff |  | Bruno Rezende Marcelo Elgarten André Heller Samuel Fuchs Gilberto Godoy Filho Murilo Endres André Nascimento Sérgio Dutra Santos Anderson Rodrigues Gustavo Endres Rodrigo Santana Dante Amaral |  | Aleksandr Korneev Semen Poltavskiy Aleksandr Kosarev Sergey Grankin Sergey Tetyukhin Vadim Khamuttskikh Yury Berezhko Aleksey Ostapenko Alexandr Volkov Alexey Verbov Maxim Mikhaylov Alexey Kuleshov |

## Primeira fase

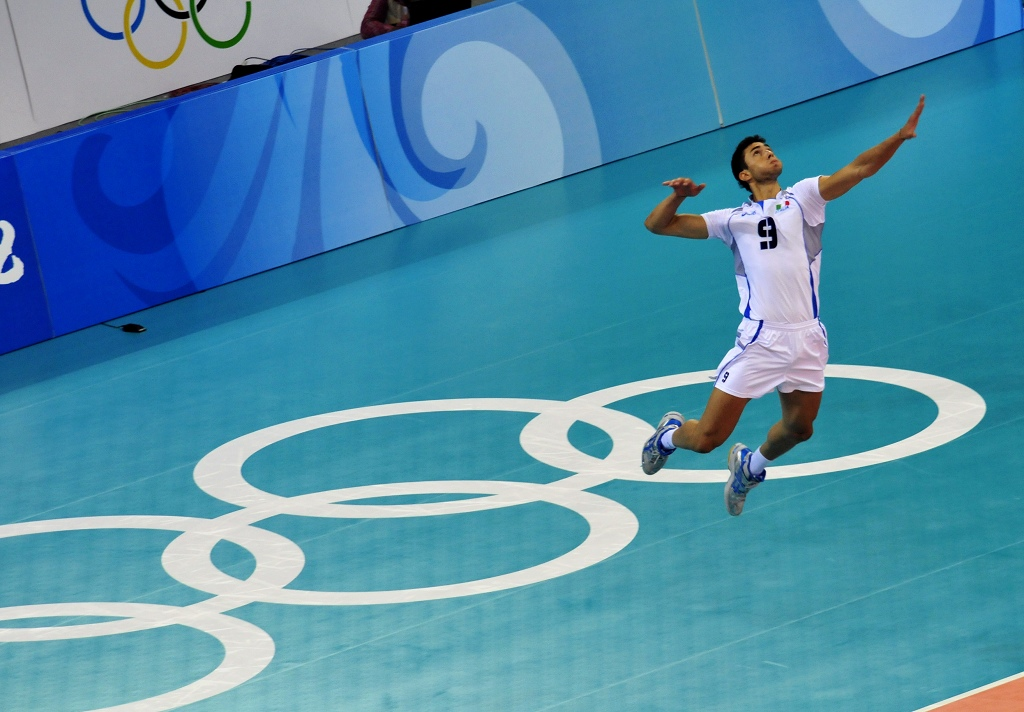
Matteo Martino, da Itália, executando um saque durante os Jogos.

### Grupo A
| Pos. | Equipe             | Pontos | V | D | PM  | PS  | PM/PS | SV | SD | SV/SD |
| ---- | ------------------ | ------ | - | - | --- | --- | ----- | -- | -- | ----- |
| 1    | USA Estados Unidos | 10     | 5 | 0 | 460 | 371 | 1.240 | 15 | 4  | 3.750 |
| 2    | ITA Itália         | 9      | 4 | 1 | 439 | 401 | 1.095 | 13 | 6  | 2.167 |
| 3    | BUL Bulgária       | 8      | 3 | 2 | 446 | 440 | 1.014 | 10 | 9  | 1.111 |
| 4    | CHN China          | 7      | 2 | 3 | 445 | 492 | 0.904 | 9  | 13 | 0.692 |
| 5    | VEN Venezuela      | 6      | 1 | 4 | 421 | 451 | 0.933 | 8  | 12 | 0.667 |
| 6    | JPN Japão          | 5      | 0 | 5 | 392 | 448 | 0.875 | 4  | 15 | 0.267 |

| 10 de Agosto, 2008 12:10 Relatório | Itália ITA | 3 — 1                         | JPN Japão     | Ginásio do Instituto de Tecnologia de Pequim Público: 3.000 Árbitro(s): MEX Humberto Salas PUR Víctor Manuel Rodríguez |
| 10 de Agosto, 2008 12:10 Relatório | 25 23 25 - | Set 1 Set 2 Set 3 Set 4 Set 5 | 19 18 25 17 - | Ginásio do Instituto de Tecnologia de Pequim Público: 3.000 Árbitro(s): MEX Humberto Salas PUR Víctor Manuel Rodríguez |

| 10 de Agosto, 2008 12:35 Relatório | Estados Unidos USA | 3 — 2                         | VEN Venezuela | Ginásio Indoor da Capital Público: 11.000 Árbitro(s): BUL Konstantin Tufekchiev TUR Umit Sokullu |
| 10 de Agosto, 2008 12:35 Relatório | 25 22 21 15        | Set 1 Set 2 Set 3 Set 4 Set 5 | 18 25 10      | Ginásio Indoor da Capital Público: 11.000 Árbitro(s): BUL Konstantin Tufekchiev TUR Umit Sokullu |

| 10 de Agosto, 2008 20:00 Relatório | Bulgária BUL | 3 — 1                         | CHN China     | Ginásio Indoor da Capital Público: 11.000 Árbitro(s): BRA Francisco Laert de Souza CAN Mitch Davidson |
| 10 de Agosto, 2008 20:00 Relatório | 25 26 25 -   | Set 1 Set 2 Set 3 Set 4 Set 5 | 20 21 28 19 - | Ginásio Indoor da Capital Público: 11.000 Árbitro(s): BRA Francisco Laert de Souza CAN Mitch Davidson |

| 12 de Agosto, 2008 12:30 Relatório | Estados Unidos USA | 3 — 1                         | ITA Itália    | Ginásio Indoor da Capital Público: 12.500 Árbitro(s): QAT Ibrahim Al-Naama KOR Kim Kun-Tae |
| 12 de Agosto, 2008 12:30 Relatório | 24 25 -            | Set 1 Set 2 Set 3 Set 4 Set 5 | 26 22 15 21 - | Ginásio Indoor da Capital Público: 12.500 Árbitro(s): QAT Ibrahim Al-Naama KOR Kim Kun-Tae |

| 12 de Agosto, 2008 20:00 Relatório | Venezuela VEN | 2 — 3                         | CHN China      | Ginásio Indoor da Capital Público: 12.500 Árbitro(s): ITA Massimo Menghini BUL Konstantin Tufekchiev |
| 12 de Agosto, 2008 20:00 Relatório | 21 25 21 14   | Set 1 Set 2 Set 3 Set 4 Set 5 | 25 21 16 25 16 | Ginásio Indoor da Capital Público: 12.500 Árbitro(s): ITA Massimo Menghini BUL Konstantin Tufekchiev |

| 12 de Agosto, 2008 22:45 Relatório | Japão JPN     | 1 — 3                         | BUL Bulgária | Ginásio Indoor da Capital Público: 3.200 Árbitro(s): CAN Mitch Davidson PUR Víctor Manuel Rodríguez |
| 12 de Agosto, 2008 22:45 Relatório | 27 25 21 19 - | Set 1 Set 2 Set 3 Set 4 Set 5 | 29 23 25 -   | Ginásio Indoor da Capital Público: 3.200 Árbitro(s): CAN Mitch Davidson PUR Víctor Manuel Rodríguez |

| 14 de Agosto, 2008 10:00 Relatório | Itália ITA | 3 — 0                         | VEN Venezuela | Ginásio do Instituto de Tecnologia de Pequim Público: 3.300 Árbitro(s): IRI Mohammad Shahmiri CAN Mitch Davidson |
| 14 de Agosto, 2008 10:00 Relatório | 25 -       | Set 1 Set 2 Set 3 Set 4 Set 5 | 21 20 21 -    | Ginásio do Instituto de Tecnologia de Pequim Público: 3.300 Árbitro(s): IRI Mohammad Shahmiri CAN Mitch Davidson |

| 14 de Agosto, 2008 20:00 Relatório | China CHN   | 3 — 2                         | JPN Japão   | Ginásio Indoor da Capital Público: 13.000 Árbitro(s): HUN Bela Hobor GER Frank Leuthauser |
| 14 de Agosto, 2008 20:00 Relatório | 25 17 16 15 | Set 1 Set 2 Set 3 Set 4 Set 5 | 20 23 25 10 | Ginásio Indoor da Capital Público: 13.000 Árbitro(s): HUN Bela Hobor GER Frank Leuthauser |

| 14 de Agosto, 2008 22:00 Relatório | Bulgária BUL  | 1 — 3                         | USA Estados Unidos | Ginásio Indoor da Capital Público: 5.700 Árbitro(s): BRA Francisco Laert de Souza KOR Kim Kun-Tae |
| 14 de Agosto, 2008 22:00 Relatório | 29 21 14 24 - | Set 1 Set 2 Set 3 Set 4 Set 5 | 27 25 26 -         | Ginásio Indoor da Capital Público: 5.700 Árbitro(s): BRA Francisco Laert de Souza KOR Kim Kun-Tae |

| 16 de Agosto, 2008 10:00 Relatório | Estados Unidos USA | 3 — 0                         | CHN China  | Ginásio do Instituto de Tecnologia de Pequim Público: 3.650 Árbitro(s): FRA Patrick Deregnaucourt BRA Francisco Laert de Souza |
| 16 de Agosto, 2008 10:00 Relatório | 25 -               | Set 1 Set 2 Set 3 Set 4 Set 5 | 22 12 18 - | Ginásio do Instituto de Tecnologia de Pequim Público: 3.650 Árbitro(s): FRA Patrick Deregnaucourt BRA Francisco Laert de Souza |

| 16 de Agosto, 2008 14:50 Relatório | Itália ITA | 3 — 0                         | BUL Bulgária | Ginásio Indoor da Capital Público: 8.000 Árbitro(s): TUR Umit Sokullu IRI Mohammad Shahmiri |
| 16 de Agosto, 2008 14:50 Relatório | 25 -       | Set 1 Set 2 Set 3 Set 4 Set 5 | 20 21 16 -   | Ginásio Indoor da Capital Público: 8.000 Árbitro(s): TUR Umit Sokullu IRI Mohammad Shahmiri |

| 16 de Agosto, 2008 22:00 Relatório | Venezuela VEN | 3 — 0                         | JPN Japão  | Ginásio Indoor da Capital Público: 7.500 Árbitro(s): CAN Mitch Davidson PUR Victor Manuel Rodriguez |
| 16 de Agosto, 2008 22:00 Relatório | 25 -          | Set 1 Set 2 Set 3 Set 4 Set 5 | 23 21 23 - | Ginásio Indoor da Capital Público: 7.500 Árbitro(s): CAN Mitch Davidson PUR Victor Manuel Rodriguez |

| 18 de Agosto, 2008 10:00 Relatório | Bulgária BUL | 3 — 1                         | VEN Venezuela | Ginásio do Instituto de Tecnologia de Pequim Público: 3.400 Árbitro(s): IRI Mohammad Shahmiri BRA Francisco Laert de Souza |
| 18 de Agosto, 2008 10:00 Relatório | 23 25 -      | Set 1 Set 2 Set 3 Set 4 Set 5 | 25 19 16 22 - | Ginásio do Instituto de Tecnologia de Pequim Público: 3.400 Árbitro(s): IRI Mohammad Shahmiri BRA Francisco Laert de Souza |

| 18 de Agosto, 2008 20:00 Relatório | China CHN   | 2 — 3                         | ITA Itália  | Ginásio Indoor da Capital Público: 12.500 Árbitro(s): CAN Mitch Davidson MEX Humberto Salas |
| 18 de Agosto, 2008 20:00 Relatório | 17 23 25 14 | Set 1 Set 2 Set 3 Set 4 Set 5 | 25 21 20 16 | Ginásio Indoor da Capital Público: 12.500 Árbitro(s): CAN Mitch Davidson MEX Humberto Salas |

| 18 de Agosto, 2008 22:00 Relatório | Japão JPN  | 0 — 3                         | USA Estados Unidos | Ginásio Indoor da Capital Público: 5.800 Árbitro(s): SRB Dejan Jovanovic FRA Patrick Deregnaucourt |
| 18 de Agosto, 2008 22:00 Relatório | 18 12 21 - | Set 1 Set 2 Set 3 Set 4 Set 5 | 25 -               | Ginásio Indoor da Capital Público: 5.800 Árbitro(s): SRB Dejan Jovanovic FRA Patrick Deregnaucourt |

### Grupo B
| Pos. | Equipe       | Pontos | V | D | PM  | PS  | PM/PS | SV | SD | SV/SD |
| ---- | ------------ | ------ | - | - | --- | --- | ----- | -- | -- | ----- |
| 1    | BRA Brasil   | 9      | 4 | 1 | 427 | 373 | 1.145 | 13 | 4  | 3.250 |
| 2    | RUS Rússia   | 9      | 4 | 1 | 496 | 447 | 1.110 | 14 | 7  | 2.000 |
| 3    | POL Polônia  | 9      | 4 | 1 | 434 | 404 | 1.074 | 12 | 6  | 2.000 |
| 4    | SRB Sérvia   | 7      | 2 | 3 | 440 | 439 | 1.002 | 9  | 10 | 0.900 |
| 5    | GER Alemanha | 6      | 1 | 4 | 418 | 440 | 0.950 | 6  | 12 | 0.500 |
| 6    | EGY Egito    | 5      | 0 | 5 | 267 | 379 | 0.704 | 0  | 15 | 0.000 |

| 10 de Agosto, 2008 10:00 Relatório | Sérvia SRB    | 1 — 3                         | RUS Rússia | Ginásio do Instituto de Tecnologia de Pequim Público: 3.100 Árbitro(s): HUN Bela Hobor JPN Osamu Sakaide |
| 10 de Agosto, 2008 10:00 Relatório | 25 21 22 14 - | Set 1 Set 2 Set 3 Set 4 Set 5 | 20 25 -    | Ginásio do Instituto de Tecnologia de Pequim Público: 3.100 Árbitro(s): HUN Bela Hobor JPN Osamu Sakaide |

| 10 de Agosto, 2008 15:20 Relatório | Brasil BRA | 3 — 0                         | EGY Egito  | Ginásio Indoor da Capital Público: 8.500 Árbitro(s): CHN Wang Ning IRI Mohammad Shahmiri |
| 10 de Agosto, 2008 15:20 Relatório | 25 -       | Set 1 Set 2 Set 3 Set 4 Set 5 | 19 15 18 - | Ginásio Indoor da Capital Público: 8.500 Árbitro(s): CHN Wang Ning IRI Mohammad Shahmiri |

| 10 de Agosto, 2008 22:20 Relatório | Polônia POL  | 3 — 0                         | GER Alemanha | Ginásio Indoor da Capital Público: 5.700 Árbitro(s): NED Frans Loderus ITA Massimo Menghini |
| 10 de Agosto, 2008 22:20 Relatório | 25 33 25 - - | Set 1 Set 2 Set 3 Set 4 Set 5 | 17 31 20 -   | Ginásio Indoor da Capital Público: 5.700 Árbitro(s): NED Frans Loderus ITA Massimo Menghini |

| 12 de Agosto, 2008 10:00 Relatório | Rússia RUS  | 3 — 2                         | GER Alemanha   | Ginásio do Instituto de Tecnologia de Pequim Público: 3.500 Árbitro(s): FRA Patrick Deregnaucourt HUN Bela Hobor |
| 12 de Agosto, 2008 10:00 Relatório | 25 21 25 16 | Set 1 Set 2 Set 3 Set 4 Set 5 | 27 21 25 23 14 | Ginásio do Instituto de Tecnologia de Pequim Público: 3.500 Árbitro(s): FRA Patrick Deregnaucourt HUN Bela Hobor |

| 12 de Agosto, 2008 12:00 Relatório | Egito EGY  | 0 — 3                         | POL Polônia | Ginásio do Instituto de Tecnologia de Pequim Público: 3.000 Árbitro(s): IRI Mohammad Shahmiri USA Patricia Salvatore |
| 12 de Agosto, 2008 12:00 Relatório | 21 18 10 - | Set 1 Set 2 Set 3 Set 4 Set 5 | 25 -        | Ginásio do Instituto de Tecnologia de Pequim Público: 3.000 Árbitro(s): IRI Mohammad Shahmiri USA Patricia Salvatore |

| 12 de Agosto, 2008 14:30 Relatório | Sérvia SRB    | 1 — 3                         | BRA Brasil | Ginásio Indoor da Capital Público: 9.000 Árbitro(s): CHN Wang Ning JPN Osamu Sakaide |
| 12 de Agosto, 2008 14:30 Relatório | 27 20 17 21 - | Set 1 Set 2 Set 3 Set 4 Set 5 | 25 -       | Ginásio Indoor da Capital Público: 9.000 Árbitro(s): CHN Wang Ning JPN Osamu Sakaide |

| 14 de Agosto, 2008 12:00 Relatório | Alemanha GER | 3 — 0                         | EGY Egito | Ginásio do Instituto de Tecnologia de Pequim Público: 3.200 Árbitro(s): QAT Ibrahim Al-Naama CHN Liu Jiang |
| 14 de Agosto, 2008 12:00 Relatório | 29 25 -      | Set 1 Set 2 Set 3 Set 4 Set 5 | 27 21 -   | Ginásio do Instituto de Tecnologia de Pequim Público: 3.200 Árbitro(s): QAT Ibrahim Al-Naama CHN Liu Jiang |

| 14 de Agosto, 2008 12:30 Relatório | Brasil BRA    | 1 — 3                         | RUS Rússia    | Ginásio Indoor da Capital Público: 12.000 Árbitro(s): PUR Víctor Manuel Rodríguez CHN Wang Ning |
| 14 de Agosto, 2008 12:30 Relatório | 25 24 29 19 - | Set 1 Set 2 Set 3 Set 4 Set 5 | 22 26 31 25 - | Ginásio Indoor da Capital Público: 12.000 Árbitro(s): PUR Víctor Manuel Rodríguez CHN Wang Ning |

| 14 de Agosto, 2008 15:05 Relatório | Polônia POL | 3 — 1                         | SRB Sérvia    | Ginásio Indoor da Capital Público: 7.000 Árbitro(s): TUR Umit Sokullu FRA Patrick Deregnaucourt |
| 14 de Agosto, 2008 15:05 Relatório | 31 22 25 -  | Set 1 Set 2 Set 3 Set 4 Set 5 | 29 25 22 21 - | Ginásio Indoor da Capital Público: 7.000 Árbitro(s): TUR Umit Sokullu FRA Patrick Deregnaucourt |

| 16 de Agosto, 2008 12:00 Relatório | Rússia RUS | 3 — 0                         | EGY Egito  | Ginásio do Instituto de Tecnologia de Pequim Público: 3.200 Árbitro(s): CHN Liu Jiang QAT Ibrahim Al-Naama |
| 16 de Agosto, 2008 12:00 Relatório | 25 -       | Set 1 Set 2 Set 3 Set 4 Set 5 | 19 14 18 - | Ginásio do Instituto de Tecnologia de Pequim Público: 3.200 Árbitro(s): CHN Liu Jiang QAT Ibrahim Al-Naama |

| 16 de Agosto, 2008 12:30 Relatório | Sérvia SRB    | 3 — 1                         | GER Alemanha  | Ginásio Indoor da Capital Público: 12.500 Árbitro(s): CHN Wang Ning HUN Bela Hobor |
| 16 de Agosto, 2008 12:30 Relatório | 25 27 24 25 - | Set 1 Set 2 Set 3 Set 4 Set 5 | 21 25 26 23 - | Ginásio Indoor da Capital Público: 12.500 Árbitro(s): CHN Wang Ning HUN Bela Hobor |

| 16 de Agosto, 2008 20:00 Relatório | Brasil BRA | 3 — 0                         | POL Polônia | Ginásio Indoor da Capital Público: 12.500 Árbitro(s): KOR Kim Kun-Tae JPN Osamu Sakaide |
| 16 de Agosto, 2008 20:00 Relatório | 30 25 -    | Set 1 Set 2 Set 3 Set 4 Set 5 | 28 19 -     | Ginásio Indoor da Capital Público: 12.500 Árbitro(s): KOR Kim Kun-Tae JPN Osamu Sakaide |

| 18 de Agosto, 2008 12:00 Relatório | Alemanha GER | 0 — 3                         | BRA Brasil | Ginásio do Instituto de Tecnologia de Pequim Público: 3.400 Árbitro(s): CHN Liu Jiang TUR Umit Sokullu |
| 18 de Agosto, 2008 12:00 Relatório | 22 21 23 -   | Set 1 Set 2 Set 3 Set 4 Set 5 | 25 -       | Ginásio do Instituto de Tecnologia de Pequim Público: 3.400 Árbitro(s): CHN Liu Jiang TUR Umit Sokullu |

| 18 de Agosto, 2008 12:30 Relatório | Polônia POL    | 3 — 2                         | RUS Rússia     | Ginásio Indoor da Capital Público: 12.000 Árbitro(s): NED Frans Loderus GER Frank Leuthauser |
| 18 de Agosto, 2008 12:30 Relatório | 17 26 24 25 15 | Set 1 Set 2 Set 3 Set 4 Set 5 | 25 24 26 23 12 | Ginásio Indoor da Capital Público: 12.000 Árbitro(s): NED Frans Loderus GER Frank Leuthauser |

| 18 de Agosto, 2008 14:30 Relatório | Egito EGY  | 0 — 3                         | SRB Sérvia | Ginásio Indoor da Capital Público: 6.000 Árbitro(s): PUR Víctor Manuel Rodríguez QAT Ibrahim Al-Naama |
| 18 de Agosto, 2008 14:30 Relatório | 16 13 17 - | Set 1 Set 2 Set 3 Set 4 Set 5 | 25 -       | Ginásio Indoor da Capital Público: 6.000 Árbitro(s): PUR Víctor Manuel Rodríguez QAT Ibrahim Al-Naama |

## Fase final
|  | Quartas-de-final                         | Quartas-de-final                         |                                          |            | Semifinal           | Semifinal           |  |  | Final                                    | Final |
|  |                                          |                                          |                                          |            |                     |                     |  |  |                                          |       |
|  | 20 Ago, 2008 - Ginásio Indoor da Capital |                                          |                                          |            |                     |                     |  |  |                                          |       |
|  |                                          |                                          |                                          |            |                     |                     |  |  |                                          |       |
|  | USA Estados Unidos                       | 3                                        |                                          |            |                     |                     |  |  |                                          |       |
|  | USA Estados Unidos                       | 3                                        | 22 Ago, 2008 - Ginásio Indoor da Capital |            |                     |                     |  |  |                                          |       |
|  | SRB Sérvia                               | 2                                        |                                          |            |                     |                     |  |  |                                          |       |
|  | SRB Sérvia                               | 2                                        | USA Estados Unidos                       | 3          |                     |                     |  |  |                                          |       |
|  | 20 Ago, 2008 - Ginásio Indoor da Capital |                                          | USA Estados Unidos                       | 3          |                     |                     |  |  |                                          |       |
|  |                                          | RUS Rússia                               | 2                                        |            |                     |                     |  |  |                                          |       |
|  | BUL Bulgária                             | RUS Rússia                               | 2                                        | 1          |                     |                     |  |  |                                          |       |
|  | BUL Bulgária                             |                                          | 24 Ago, 2008 - Ginásio Indoor da Capital | 1          |                     |                     |  |  |                                          |       |
|  | RUS Rússia                               | 3                                        |                                          |            |                     |                     |  |  |                                          |       |
|  | RUS Rússia                               | 3                                        | USA Estados Unidos                       | 3          |                     |                     |  |  |                                          |       |
|  | 20 Ago, 2008 - Ginásio Indoor da Capital |                                          | USA Estados Unidos                       | 3          |                     |                     |  |  |                                          |       |
|  |                                          | BRA Brasil                               | 1                                        |            |                     |                     |  |  |                                          |       |
|  | ITA Itália                               | BRA Brasil                               | 1                                        | 3          |                     |                     |  |  |                                          |       |
|  | ITA Itália                               | 22 Ago, 2008 - Ginásio Indoor da Capital |                                          | 3          |                     |                     |  |  |                                          |       |
|  | POL Polônia                              | 2                                        |                                          |            |                     |                     |  |  |                                          |       |
|  | POL Polônia                              | 2                                        | ITA Itália                               | 1          | Disputa pelo bronze | Disputa pelo bronze |  |  |                                          |       |
|  | 20 Ago, 2008 - Ginásio Indoor da Capital |                                          | ITA Itália                               | 1          | Disputa pelo bronze | Disputa pelo bronze |  |  |                                          |       |
|  |                                          | BRA Brasil                               | 3                                        |            |                     |                     |  |  |                                          |       |
|  | CHN China                                | BRA Brasil                               | 3                                        | 0          | RUS Rússia          | 3                   |  |  |                                          |       |
|  | CHN China                                |                                          |                                          | 0          | RUS Rússia          | 3                   |  |  |                                          |       |
|  | BRA Brasil                               | 3                                        |                                          | ITA Itália | 0                   |                     |  |  |                                          |       |
|  | BRA Brasil                               | 3                                        |                                          |            | 0                   |                     |  |  |                                          |       |
|  |                                          |                                          |                                          |            |                     |                     |  |  | 24 Ago, 2008 - Ginásio Indoor da Capital |       |
|  |                                          |                                          |                                          |            |                     |                     |  |  |                                          |       |

### Quartas-de-final
| 20 de Agosto, 2008 10:00 Relatório | Bulgária BUL  | 1 — 3                         | RUS Rússia | Ginásio Indoor da Capital Público: 11.500 Árbitro(s): HUN Bela Hobor NED Frans Loderus |
| 20 de Agosto, 2008 10:00 Relatório | 25 16 22 21 - | Set 1 Set 2 Set 3 Set 4 Set 5 | 20 25 -    | Ginásio Indoor da Capital Público: 11.500 Árbitro(s): HUN Bela Hobor NED Frans Loderus |

| 20 de Agosto, 2008 12:15 Relatório | Itália ITA  | 3 — 2                         | POL Polônia    | Ginásio Indoor da Capital Público: 8.000 Árbitro(s): TUR Umit Sokullu FRA Patrick Deregnaucourt |
| 20 de Agosto, 2008 12:15 Relatório | 25 18 26 17 | Set 1 Set 2 Set 3 Set 4 Set 5 | 19 22 25 28 15 | Ginásio Indoor da Capital Público: 8.000 Árbitro(s): TUR Umit Sokullu FRA Patrick Deregnaucourt |

| 20 de Agosto, 2008 20:00 Relatório | China CHN  | 0 — 3                         | BRA Brasil | Ginásio Indoor da Capital Público: 13.000 Árbitro(s): ITA Massimo Menghini GER Frank Leuthauser |
| 20 de Agosto, 2008 20:00 Relatório | 17 15 16 - | Set 1 Set 2 Set 3 Set 4 Set 5 | 25 -       | Ginásio Indoor da Capital Público: 13.000 Árbitro(s): ITA Massimo Menghini GER Frank Leuthauser |

| 20 de Agosto, 2008 22:00 Relatório | Estados Unidos USA | 3 — 2                         | SRB Sérvia     | Ginásio Indoor da Capital Público: 7.500 Árbitro(s): CHN Wang Ning IRI Mohammad Shahmiri |
| 20 de Agosto, 2008 22:00 Relatório | 20 25 21 25 15     | Set 1 Set 2 Set 3 Set 4 Set 5 | 25 23 25 18 12 | Ginásio Indoor da Capital Público: 7.500 Árbitro(s): CHN Wang Ning IRI Mohammad Shahmiri |

### Semifinal
| 22 de Agosto, 2008 12:35 Relatório | Estados Unidos USA | 3 — 2                         | RUS Rússia     | Ginásio Indoor da Capital Público: 12.500 Árbitro(s): JPN Osamu Sakaide QAT Ibrahim Al-Naama |
| 22 de Agosto, 2008 12:35 Relatório | 25 22 15           | Set 1 Set 2 Set 3 Set 4 Set 5 | 22 21 27 25 13 | Ginásio Indoor da Capital Público: 12.500 Árbitro(s): JPN Osamu Sakaide QAT Ibrahim Al-Naama |

| 22 de Agosto, 2008 20:01 Relatório | Itália ITA    | 1 — 3                         | BRA Brasil | Ginásio Indoor da Capital Público: 12.500 Árbitro(s): KOR Kim Kun-Tae MEX Humberto Salas |
| 22 de Agosto, 2008 20:01 Relatório | 25 18 21 22 - | Set 1 Set 2 Set 3 Set 4 Set 5 | 19 25 -    | Ginásio Indoor da Capital Público: 12.500 Árbitro(s): KOR Kim Kun-Tae MEX Humberto Salas |

### Disputa pelo bronze
| 24 de Agosto, 2008 10:00 Relatório | Rússia RUS | 3 — 0                         | ITA Itália | Ginásio Indoor da Capital Público: 11.500 Árbitro(s): GER Frank Leuthauser SRB Dejan Jovanovic |
| 24 de Agosto, 2008 10:00 Relatório | 25 -       | Set 1 Set 2 Set 3 Set 4 Set 5 | 22 19 23 - | Ginásio Indoor da Capital Público: 11.500 Árbitro(s): GER Frank Leuthauser SRB Dejan Jovanovic |

### Final
| 24 de Agosto, 2008 12:00 Relatório | Estados Unidos USA | 3 — 1                         | BRA Brasil    | Ginásio Indoor da Capital Público: 13.000 Árbitro(s): CHN Wang Ning HUN Bela Hobor |
| 24 de Agosto, 2008 12:00 Relatório | 20 25 -            | Set 1 Set 2 Set 3 Set 4 Set 5 | 25 22 21 23 - | Ginásio Indoor da Capital Público: 13.000 Árbitro(s): CHN Wang Ning HUN Bela Hobor |

## Classificação final
Esta foi a classificação após as 38 partidas realizadas:
| Pos. | Equipe             |
| ---- | ------------------ |
|      | USA Estados Unidos |
|      | BRA Brasil         |
|      | RUS Rússia         |
| 4    | ITA Itália         |
| 5    | BUL Bulgária       |
| 5    | CHN China          |
| 5    | POL Polônia        |
| 5    | SRB Sérvia         |
| 9    | GER Alemanha       |
| 9    | VEN Venezuela      |
| 11   | EGY Egito          |
| 11   | JPN Japão          |

## Prêmios individuais
Os destaques individuais da edição foram:
| Clayton Stanley     | Estados Unidos | MVP (Most Valuable Player) |
| Clayton Stanley     | Estados Unidos | Melhor pontuador           |
| Sebastian Świderski | Polônia        | Melhor atacante            |
| Gustavo Endres      | Brasil         | Melhor bloqueador          |
| Clayton Stanley     | Estados Unidos | Melhor sacador             |
| Alexey Verbov       | Rússia         | Melhor defensor            |
| Paweł Zagumny       | Polônia        | Melhor levantador          |
| Michał Winiarski    | Polônia        | Melhor receptor            |
| Mirko Corsano       | Itália         | Melhor líbero              |